# Tesseracephalus lenis
Tesseracephalus lenis là một loài ruồi trong họ Tachinidae.